# Maty E. Moussa
Pour les articles homonymes, voir Moussa.
Maty Elhadji Moussa est un magistrat nigérien né en 1959, ministre de la Justice, garde des Sceaux du Niger sous le gouvernement de Hama Amadou du 17 septembre 2001 au 31 mai 2007.
Il occupait le poste de président du conseil des ministres de l'OHADA (Organisation pour l'harmonisation en Afrique du droit des affaires) en 2006 en sa qualité de ministre de la Justice. Il fut également procureur de la République à Niamey.

## Formation
Maty obtient son certificat d’études primaires élémentaires à Mayahi (Niger) en 1972 qui lui vaut une admission au collège d'enseignement général pour 4 ans d'études. En 1976, après obtention du brevet d'études du premier cycle à Tessaoua il est admis au lycée technique pour l'année 1976-1977. Ses 3 ans d'études sont sanctionnés d'un diplôme de bachelier technicien à Maradi en 1980.
Il entre par la suite à l’université de droit de Lomé (Togo), obtient son DEUG en droit des affaires "1er de la promotion" en 1982 et sa licence l'année d'après "1er de la promotion". En 1984 Maty obtient son diplôme de maîtrise en droit des affaires "1er de la promotion" à l'université de Lomé. Il fait son service civique national en 1985 (formation militaire et enseignement du droit au lycée technique ISSA BERI de Niamey) et entre à l’école nationale de la magistrature de Paris l'année suivante pour une formation professionnelle où il obtient en juin 1987 son diplôme de magistrat avec mention « Excellent » "1er de la promotion".

## Carrière politique et professionnelle
Maty est substitut du procureur de la République au tribunal de Niamey d’août 1987 à février 1989, date à laquelle il devient président de la section détachée à Dosso du tribunal de 1re instance de Niamey. Il est ensuite président du tribunal de Tahoua en novembre 1989 puis procureur de la République au tribunal de Niamey de décembre 1991 à mars 1996. Il devient par la suite substitut du procureur général à la cour d'appel de Niamey jusqu'en novembre 1996, puis conseiller à la cour d'appel de Zinder, et ensuite Président de la chambre d'accusation de la cour d'appel de novembre 1996 à octobre 1999.
Le 1er novembre 1999 il occupe un poste de conseiller Juridique du chef de l’État à la présidence de la République du Niger avant de reprendre ses fonctions de procureur de la République à Niamey de septembre 2000 à septembre 2001. Il est nommé ministre de la Justice, garde des Sceaux, ministre chargé des relations avec le Parlement par le Premier Ministre Hama Amadou lors de la constitution du second gouvernement de la 5e République en septembre 2001. Il est porté à la présidence du conseil des ministres de l'OHADA le 2 décembre 2006 pour un mandat d'un an.
Il remet sa démission le 31 mai 2007 (en même temps que celle de tout le gouvernement) à la suite d'une motion de censure déposée par l’opposition parlementaire qui fut votée et adoptée le 30 mai 2007.

## Distinction
- Grand officier de l’ordre du Mérite du Niger